# Lino Landolfi
Lino Landolfi (* 6. April 1925 in Rom; † 11. Februar 1988 ebenda) war ein italienischer Comiczeichner.
Landolfi, der zunächst Kunst studiert hatte, begann 1946 mit dem Zeichnen von Comics. Er zeichnete für verschiedene Zeitungen Comics, bevor 1947 die Zusammenarbeit mit der Zeitschrift Il Vittorioso begann. Für diese zeichnete er diverse Comicadaptionen literarischer Werke, wie z. B. Mark Twains Ein Yankee am Hofe des Königs Artus, sowie einige Comicserien, wie z. B. Procopio, die von 1952 bis 1968 erschien. Auf Deutsch erschien Procopio bei Bastei in den Felix-Großbänden unter dem Titel Pepi Popcorn. Für die Comiczeitschrift Messaggero dei Ragazzi zeichnete Landolfi ab 1962. 1969 wechselte Landolfi zu der Zeitung Il Giornalino, für die er schon in jungen Jahren tätig war, und zeichnete für diese sowohl Comicadaptionen literarischer Werke als auch humoristische Reihen.
Landolfi, der 1973 zu den ersten Preisträgern des Yellow Kid zählte, starb 1988 in Rom.